# Dendropsophus elegans
Dendropsophus elegans är en groddjursart som först beskrevs av Maximilian zu Wied-Neuwied 1824.  Dendropsophus elegans ingår i släktet Dendropsophus och familjen lövgrodor. IUCN kategoriserar arten globalt som livskraftig. Inga underarter finns listade i Catalogue of Life.